# Steel Jeeg
Steel Jeeg (яп. 鋼鉄ジーグ Котэцу Дзигу, букв.«Стальной Джиг») — аниме-сериал, снятый студией Toei Animation. Транслировался по телеканалу NET (ныне TV Asahi) С 5 октября 1975 года по 29 августа 1976 года. Сериал был дублирован на итальянском и испанском языках. На основе оригинала в 2007 году выпущено продолжение — Kotetsushin Jeeg, которое показывалось по телеканалу WOWOW. В 2015 году в Италии вышел фильм They Call Me Jeeg, являющийся данью уважения работе Го Нагаи.

## Сюжет
Сюжет разворачивается вокруг Хироси Сибы, гонщика, который во время инцидента в лаборатории погибает. Однако к жизни его возвращает отец — профессор Сиба, выдающийся учёный и археолог. Который уже долгое время занимается исследованием реликвий древнего королевства Яматай. В частности профессор исследовал таинственный золотой звонок, обладающий волшебной силой. Однако вскоре его убивает подосланный слуга королевы Химики — правительницы королевства Яматай, которая желает заполучить силу золотого звонка.
Хироси узнаёт о смерти отца и о его наследии. Также, что он теперь частично является киборгом, благодаря чему снова вернулся к жизни, и что золотой звонок заключён в его груди, позволяя Хироси трансформироваться в голову гигантского робота и управлять им. Так Хироси должен остановить воинов королевства Яматай, которые намереваются завоевать современную Японию. Королева Химика располагает тысячами ханива-фантомами, которые покоились в японской земли тысячи лет и способны уничтожить мир. Сам Хироси должен справляться со своей двойной жизнью: спасать Японию и с другой стороны продолжать карьеру гонщика и заботится о маме с сестрой.

## Список персонажей
Хироси Сиба — главный герой истории. Ему 25 лет. Гонщик формулы-1, который до начала событий имел мало общих интересов с отцом и шёл по своему пути. После своей смерти был воскрешён отцом, однако теперь стал киборгом и может превращаться в голову меха-робота, которая прикрепляется к остальному телу. Работает механиком в магазине по ремонту автомобилей. После смерти отца должен ухаживать за матерью и маленькой сестрой. В Koutetsushin Jeeg остался в том же возрасте поскольку просидел все 50 лет в « Зоне» в окаменевшей голове Джига. После того как Химика забрала его Бронзовый Колокол с помощью Цубаки он наконец был освобождён и воссоединился с отцом и Мивой. В последней битве с Химикой он вновь пилотировал « Старого Джиига» помогая Кендзи, а затем Хироси отдал ему свой Бронзовый Колокол, чтобы спасти Кенджи от злого духа, который овладел им после того как якенджи решил, что Цубаки умерла. После того как Хироси отдал свой Колокол новому Джигу новый Джиг обрёл форму Стального Бога. После победы над Химикой Хироси сказал что не прочь вновь заняться гонками.
Профессор Сиба — выдающийся учёный и археолог. Именно он нашёл золотой звонок, а позже и воскресил сына, заменив его тело на механическое. После смерти переносит своё сознание в память компьютер, и сможет общаться с остальными. В последней битве с императором драконом жертвует собой. В Koutetsushin Jeeg он остаётся в живых и является стариком, поначалу не сильно ладит с Кендди.
Мива Удзуки — верная помощница доктора Сибы, который когда то подобрал её маленькой сиротой. Превосходный механик. Училась пилотировать робота. В результате начинает следовать за Хироси. Между ними очень крепкие отношения, которые к концу истории перерастают в любовь. В Koutetdushin Jeeg у Мивы есть внучка по имени Цубаки, которая помогает Кендзи Кусанаге, пилоту нового Джиига, а сама Мива является командующей build base.
Кукуэ Сиба — мать Хироси и жена профессора Сибы, впоследствии вдова. В Koutetsushin Jeeg Кукуэ и Маюми поглотила «Зона», в результате чего они остались молодыми и воссоединились с профессором Сибой.
Маюми Сиба — младшая сестрёнка Хироси, посещает детский сад. Очень привязана с старшему брату.
В Koutetsushin Jeeg Маюми осталась маленькой девочкой несмотря на то что прошло уже 50 лет так как она с матерью оставалась в «Зоне».
Тиби — мальчик-сирота, которого подобрала семья Сиба. Помогает Сибе в качестве механика, а также во время гоночных турниров, выступая в качестве навигатора.
Королева Химика — королева империи Яматай, которая после многовекового сна пробуждается, чтобы завоевать Японию. Обладает удивительной способностью воодушевлять статуи ханива и камни, превращая их в непобедимых монстров.
Икима — разрабатывает стратегии и планы нападения. Имеет густые белые волосы. Умирает в последней битве на борту материнского корабля.
Генерал Флора — появляется в 32 серии. Ранее была дочерью деревенского старосты, жила в горах. Погибла вместе с родителями в результате нападения армии императора. Воскрешена им как демон. Обитает в зарослях подземных роз. Цвет кожи — белый, на лбу у неё бинди. Носит шлем с рогами в стиле Devilman и драгоценным камнем, красную униформу с золотыми эполетами и узором, высокие сапоги, зелёно-фиолетовый плащ, вооружена шпагой. В 36 серии выясняется, что под маской жестокости скрывается красавица с длинными волосами, которая хочет любить. В 43 серии Флора переходит на сторону Хироси и умирает за него.
Император Дракон — новый император Яматай, который сверг Химику. Имеет рыжие волосы и огненное дыхание, за что получил прозвище — Дракон. Более жестокий, чем Химика.

## Роли озвучивали
- Тору Фуруя — Хироси Сиба
- Рихоко Ёсида — Мива Удзуки
- Масахико Мурасэ — Сэндзиро Сиба / Машина-отец
- Кадзуэ Такахаси — Маюми Сиба / Королева Химика
- Исаму Танонака — Отонэ
- Нана Ямагути — Кикуэ Сиба / Генерал Флора
- Кэнъити Огата — Икия
- Осаму Като — Пантё / Мимаси
- Китон Ямада — Амасо / Тиби